# Търпимировичи
Търпимировичи (на хърватски: Trpimirovići) са хърватски аристократичен род, управлявал с известни прекъсвания Хърватия от 845 до 1091 г. Династията носи името на своя основател княз Търпимир I. Сред най-изтъкнатите представители на рода Търпимировичи са първият хърватски крал Томислав, Петър Крешимир IV, при когото Хърватия достига най-голямото си могъщество, и Димитър Звонимир, запомнен с разцвет на обществения живот и голям брой реформи в областта на икономиката и културата. Със смъртта на крал Стефан II през 1091 г. династията се прекъсва и Хърватия навлиза в десетгодишен период на хаос и междуособици, завършил със загуба на независимостта и присъединяването ѝ към Унгария в рамките на династическа уния.

## Представители

### Князе на Хърватия
- Търпимир I (845—864)
- Здеслав (878—879)
- Мунцимир (892—910)
- Томислав (910—925)

### Крале на Хърватия
- Томислав (925—928)
- Търпимир II (928—935)
- Крешимир I (935—945)
- Мирослав (945—949)
- Михайло Крешимир II (949—969)
- Стефан Държислав (969—997)
- Светослав Суроня (997—1000)
- Крешимир III (1000— 1030)
- Гоислав I (1000—c. 1020)
- Стефан I Крешимирович (1030—1058)
- Петър Крешимир IV (1058—1074)
- Димитър Звонимир (1075—1089)
- Стефан II (1089—1091)
- Красивата Елена (1076-1089)